# Scytalopus opacus
Scytalopus opacus е вид птица от семейство Тапаколови (Rhinocryptidae).

## Разпространение
Видът е разпространен в централните Анди от южна Колумбия до южните части на централен Еквадор. Обикновено обитава храсти и храсталаци, но може да се намери и във влажните гори на висока надморска височина обикновено между 3050 и 4000 метра.